# Aek Sitio-Tio
Aek Sitio-Tio is een bestuurslaag in het regentschap Tapanuli Tengah van de provincie Noord-Sumatra, Indonesië. Aek Sitio-Tio telt 3268 inwoners (volkstelling 2010).